# Wolfia

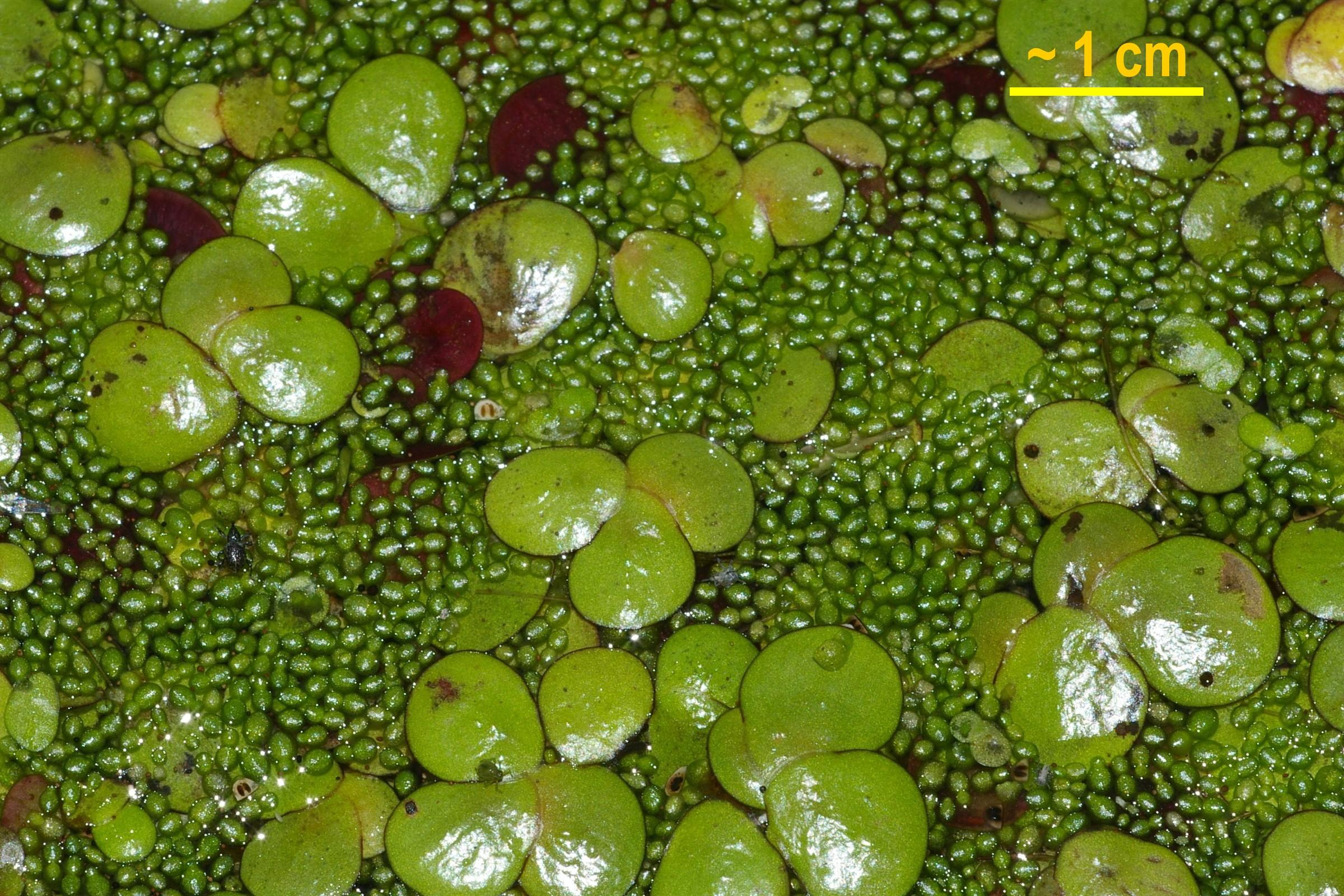
Wolfia bezkorzeniowa oraz spirodela wielokorzeniowa

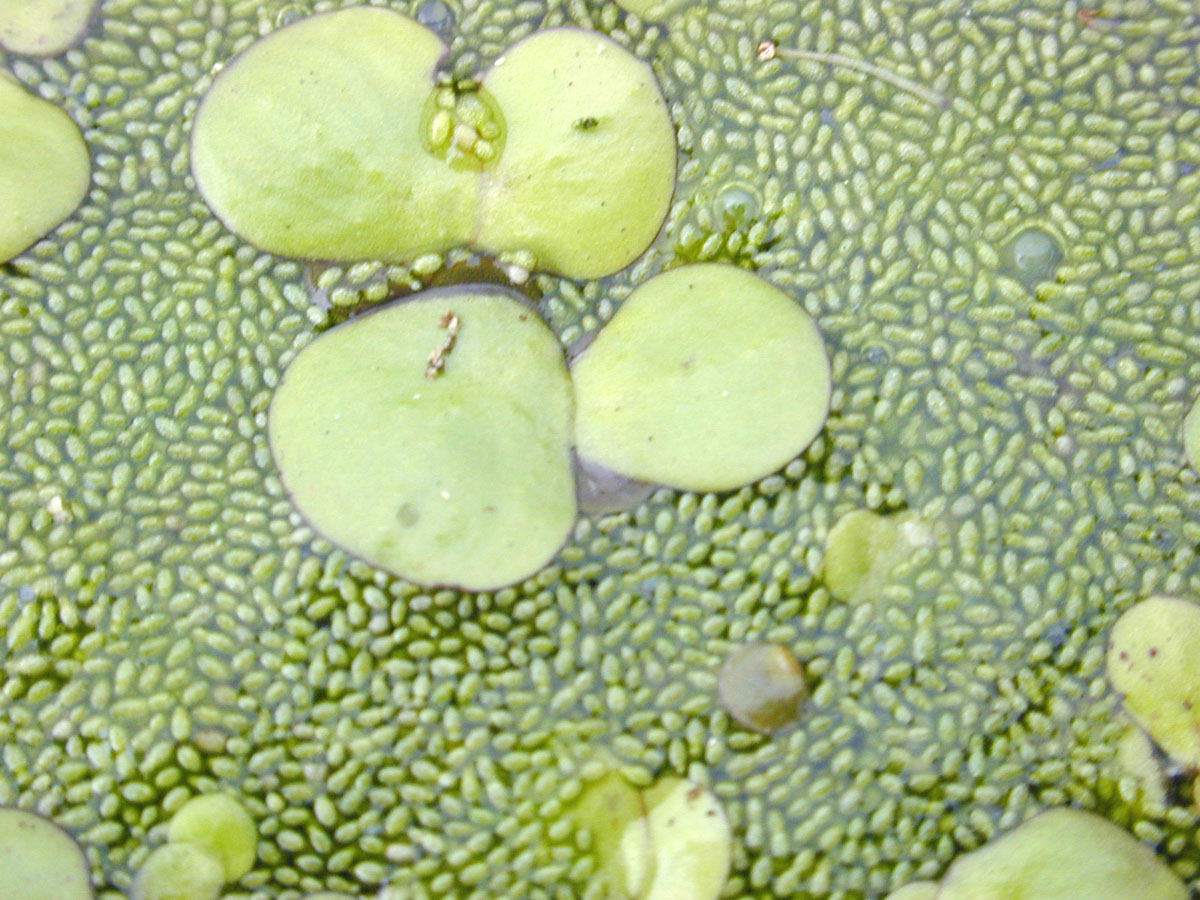
Wolffia globosa oraz spirodela wielokorzeniowa

Wolfia (Wolffia Horkel ex Schleiden) – rodzaj pływających roślin wodnych z rodziny obrazkowatych, obejmujący 11 gatunków, występujących na wszystkich kontynentach z wyjątkiem Antarktydy. W Polsce jedynym przedstawicielem rodzaju jest rzadko spotykana wolfia bezkorzeniowa. Gatunki z tego rodzaju są najmniejszymi znanymi roślinami okrytonasiennymi. 
Nazwa naukowa rodzaju została nadana na cześć niemieckiego botanika Johanna F. Wolffa, autora monografii rzęsowych Commentatio de Lemna z roku 1801. Według niektórych źródeł uhonorowaną osobą był polski naukowiec Nataniel Wolf, autor m.in. Genera et Species Plantarum vocabulis charactericis definita, Genera Plantarum, Vocabulis characteristica... i Concordantia Botanica.

## Morfologia

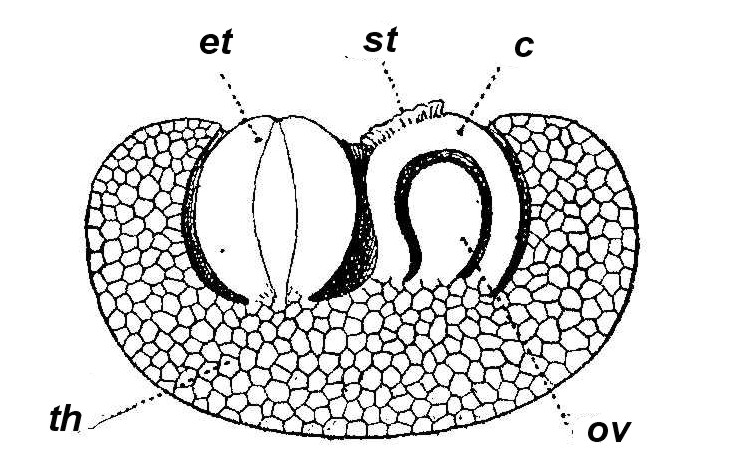
Schemat budowy wolfii bezkorzeniowej: th – człon pędowy, et – pylnik, ov – zalążek, c – owocolistek, st – znamię

PędRośliny o ciele uproszczonym do poziomu organizacji roślin plechowatych, których jedynym wyróżnialnym organem są zredukowane kwiaty. Ich organizmy stanowią luźnokomórkowe człony pędowe będące hybrydami rozwojowymi pochodzącymi zarówno z zawiązków liści, jak i łodygi, według niektórych badaczy prawdopodobnie zatrzymanych częściowo na etapie rozwoju zarodkowego (w niektórych publikacjach człony określane są jako plechy). Mają kształt kulisty do jajowato-eliptycznego, cylindryczny lub łódkowaty, niekiedy są górnie spłaszczone, jasnozielone, transparentne, niekiedy grzbietowo ciemnozielone (w przypadku W. borealis i W. brasiliensis z punkcikami brązowego pigmentu, widocznymi po śmierci rośliny). Osiągają wymiary od 0,3–0,7×0,2–0,3 mm (Wolffia globosa) i 0,5–0,8×0,2–0,5 mm (Wolffia angusta) do  0,7–1,5×0,4–1,2 mm (Wolffia borealis) i 0,5–1,6×0,3–1,6 mm (Wolffia brasiliensis). Wolfie są roślinami wolno pływającymi na lub tuż pod powierzchnią wody (w całej roślinie występują duże przestwory międzykomórkowe) i tylko organy przetrwalnikowe opadają na dno. Na górnej powierzchni członu pędowego znajduje się od kilku do wielu aparatów szparkowych i jest ona pokryta hydrofobową kutykulą. Warstwa ta oraz obecne u niektórych gatunków na spodniej stronie członów narośla wstążkowate lub rozgałęziające się służą stabilizacji roślin w wodzie (niezwilżana górna strona członu utrzymuje się nad powierzchnią wody). Poszczególne rośliny rosną pojedynczo lub złączone w parach. Często są tak liczne, że tworzą zwarte pokrycie powierzchni zbiornika (tzw. "kożuch"). Na 1 m² mogą występować dwa miliony roślin z tego rodzaju. Wolfie są organizmami proliferatycznymi. Plechy potomne powstają na drodze rozmnażania wegetatywnego pojedynczo, w lejkowatym, bazalnym woreczku z okrągłym otworem. Użyłkowanie nie występuje.
KwiatyZ uwagi na skuteczność rozmnażania wegetatywnego rośliny rzadko kwitną. Pojedynczy kwiat obupłciowy (według innych autorów kwiatostan składający się z 1 kwiatu żeńskiego i 1 kwiatu męskiego), powstaje centralnie na górnej powierzchni plechy i pozbawiony jest błoniastej pochwy. Kwiat składa się z pojedynczego słupka w dole z jednokomorową, kulistą zalążnią, zawierającą jeden ortotropowy zalążek. Słupek zakończony jest wklęsłym znamieniem osadzonym na bardzo krótkiej szyjce. Obok słupka znajduje się pojedynczy, jednokomorowy pylnik (według niektórych autorów 2-komorowy), otwierający się na szczycie wzdłuż pigmentowanej linii.
OwoceKulisty, lekko spłaszczony mieszek zawierający jedno kulisto-jajowate nasiono, gładkie, gąbczaste, z wyraźnym, stożkowatym wieczkiem (operculum).
Rośliny podobneSpośród rzęsowych tylko przedstawiciele rodzaju Wolffiella podobnie jak wolfia nie posiadają korzeni. Wszystkie gatunki rodzaju wolfiella odróżniają się od wolfii spłaszczonym członem pędowym o długości przekraczającej 3 mm, z warstwą przestworów powietrznych i roślinami potomnymi powstającymi w woreczku umiejscowionym wierzchołkowo.

## Biologia
RozwójRośliny jednoroczne, hydrofity pływające, pleustofity obligatoryjne, lemnidy (wolffieidy). W lejkowatej kieszeni powstają zarówno pojedyncze, wegetatywne człony potomne jak i turiony. Turiony, czyli człony przetrwalnikowe, są jasnozielone, kuliste i mniejsze od wegetatywnych członów unoszących się na powierzchni, zawierają dużo skrobi, mają spory ciężar właściwy z powodu zredukowania przestrzeni międzykomórkowych, dzięki czemu opadają na dno wraz z nadejściem chłodów. W przypadku wolfii bezkorzeniowej turiony kiełkują i tworzą człony potomne, gdy temperatura przekroczy 10 °C. Człony potomne u większości gatunków oddzielają się po uzyskaniu dojrzałości, rzadziej utrzymują się dłużej niż czas trwania jednej generacji; wytwarzane są przez cały sezon wegetacyjny, a u niektórych szybko rosnących gatunków (np. Wolffia microscopica) liczba ich może podwajać się co 24 godziny (30–36 godzin według innych źródeł). Potomstwo jednej rośliny mnożąc się w maksymalnym możliwym tempie i bez ograniczeń w ciągu 4 miesięcy teoretycznie mogłyby osiągnąć łącznie rozmiary Ziemi. Wolfie kwitną bardzo rzadko, od późnej wiosny do wczesnej jesieni. Np. okazy kwitnące wolfii bezkorzeniowej stwierdzone były w Europie tylko na dwóch stanowiskach na Kaukazie Północnym i w Istrii. Nie udało się też uzyskać kwiatów tego gatunku w warunkach laboratoryjnych, chociaż powodzeniem zakończyło się indukowanie kwitnienia u Wolffia microscopica i Wolffia papulifera. Kwiaty są najprawdopodobniej przedsłupne i wiatro- lub wodopylne. Szerokie rozprzestrzenienie się wolfii na całym świecie związane jest przede wszystkim z ornitochorią, o czym świadczy związek rozmieszczenia stanowisk z przebiegiem szlaków migracyjnych ptaków.
Cechy fitochemiczneW przeciwieństwie do większości roślin obrazkowatych miąższ wolfii nie zawiera druzów i rafidów. Wolfia bezkorzeniowa zawiera w suchej masie około 44% węglowodanów, 20% białek, 5% tłuszczu i jest bogata w witaminy: A, B2, B6, C i PP.
GenetykaGenom rodzaju Wolffia wyróżnia się w obrębie podrodziny rzęsowych największymi rozmiarami. Stwierdzono korelację między zmniejszaniem rozmiarów roślin w obrębie tej podrodziny u najmłodszej linii rozwojowych, do której należy Wolffia, ze wzrostem rozmiarów genomu. Podstawowa liczba chromosomów (x) wynosi w obrębie rodzaju 10 i od 20 do 23. Typowe dla rzęsowych zwielokrotnienia liczby chromosomów (poliploidalność) powodują, że w obrębie rodzaju i należących do niego gatunków w komórkach somatycznych pełny garnitur chromosomów (2n) może osiągać bardzo zmienne i znaczne wielkości (20, 22, 30, 40, 42, 44–46, 50, 60, 62, 70, 80). Za zmienność liczb chromosomów odpowiadają także mutacje genomowe, które wraz z mutacjami genowymi, poza tym, że sukcesywnie powiększają rozmiary genomu, to także odpowiadają za zmienność roślin i powstawanie nowych gatunków.

## Ekologia

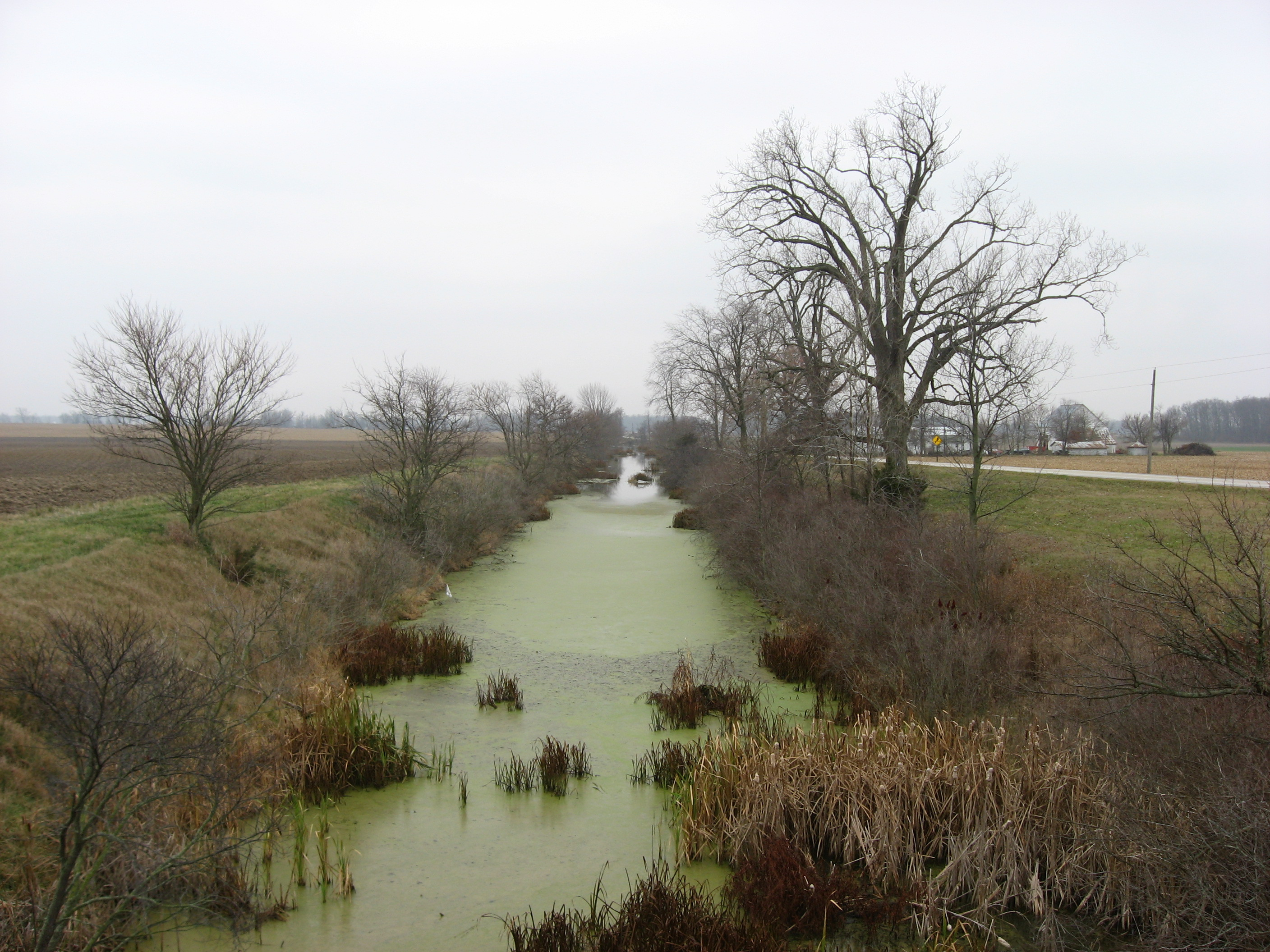
Stanowisko wolfii bezkorzeniowej na kanale Miami and Erie

SiedliskoWody spokojne, mezotroficzne do eutroficznych, na wysokości od 0 do 1400 m n.p.m., zaciszne, dobrze nagrzane i niegłębokie, również płytkie starorzecza, doły potorfowe, zarastające stawy rybne, a także śródpolne, bezodpływowe zagłębienia terenu i rowy. Poza wodą rośliny zachowują żywotność przez pół godziny. Ponieważ siedliska te są często położone na nawożonych obszarach rolniczych, jak również penetrowane są przez pozostawiające odchody ptaki i ssaki, często wykazują objawy eutrofizacji. Odczyn nie odgrywa kluczowej roli – zbiorowiska wolfii bezkorzeniowej są znane z wód od lekko kwaśnych (pH=6,5) do lekko zasadowych (pH=8,5).
Interakcje międzygatunkoweWolfia należy do pleustofitów tworzących zwarte kożuchy, co, powodując zacienienie dna, utrudnia rozwój roślin zanurzonych. Dodatkową konsekwencją tego może być spowolnienie lądowacenia takich zbiorników.
FitosocjologiaW Polsce wolfia bezkorzeniowa uznana jest za gatunek charakterystyczny dla zbiorowisk klasy Lemnetea minoris. Często tworzy autonomiczne synuzja w ramach zespołu Wolffietum arrhizae.

## Systematyka
Pozycja rodzaju według Angiosperm Phylogeny Website (aktualizowany system APG IV z 2016)Należy do podrodziny rzęsowych (Lemnoideae), rodziny obrazkowatych (Araceae), rzędu żabieńcowców (Alismatales) w kladzie jednoliściennych (ang. monocots).
Wolfia stanowi grupę siostrzaną w stosunku do rodzaju Wolffiella, wraz z którą tworzy monofiletyczne plemię Wolffioideae.
Wykaz gatunków
- Wolffia angusta Landolt
- Wolffia arrhiza (L.) Horkel ex Wimm. – wolfia bezkorzeniowa
- Wolffia australiana (Benth.) Hartog & Plas
- Wolffia borealis (Engelm. ex Hegelm.) Landolt
- Wolffia brasiliensisWedd.
- Wolffia columbiana H.Karst.
- Wolffia cylindracea Hegelm.
- Wolffia elongata Landolt
- Wolffia globosa (Roxb.) Hartog & Plas
- Wolffia microscopica (Griff.) Kurz
- Wolffia neglecta Landolt

## Zagrożenia i ochrona
W skali globalnej IUCN oceniła status trzech gatunków wolfii (W. angusta, W. arrhiza i W. globosa ) uznając je wszystkie za gatunki najmniejszej troski (LC).
W Polsce stanowiska wolfii bezkorzeniowej w Biedrusku, Błotach Kłócieńskich, Dolinie Dolnego Sanu, Dolinie Dolnej Tanwi, Dolinie Kamiennej, Dolnym Wieprzu, Dziczym Lesie, Lasach Żerkowsko-Czeszewskich, Ostoi nad Oświnem, Poleskiej Dolinie Bugu, Pradolinie Bzury-Neru i Wzgórzach Kunowskich znajdują się w systemie ochrony zagrożonych składników różnorodności biologicznej kontynentu europejskiego "Natura 2000", a ich siedliska stanowią przedmiot ochrony.
W Stanach Zjednoczonych dwa gatunki wolfii objęte są ochroną gatunkową na podstawie przepisów stanowych: Wolffia brasiliensis w stanie Michigan (status "zagrożony"), a W. columbiana w stanie Maine (status "zagrożony").

## Zastosowanie
Rośliny jadalneWolfia bezkorzeniowa jest jadalna, uważa się, że ma wyśmienity smak, podobny do słodkiej kapusty, zawiera dużo białek, węglowodanów i witamin. W Afryce i Azji wolfie są uprawiane razem z innymi rzęsowymi na pokarm dla zwierząt gospodarczych. Są to rośliny bardzo plenne, wolfia bezkorzeniowa podwaja objętość swojej masy w ciągu 4 dni. W Tajlandii Wolffia globosa nazywana tam "wodnymi jajami" (khai-nam) jest spożywana przez ludzi. Według badań opublikowanych w roku 2010 zastąpienie pasz sojowych białkiem Wolffia globosa w przemysłowej hodowli kurczaków powoduje istotny wzrost średniego dziennego przyrostu masy i poprawę współczynnika konwersji paszy, współczynnika wydajności wzrostowej białka i cech tuszek ptaków.
Inne zastosowaniaWolfie są używane do biologicznego oczyszczania wody w zanieczyszczonych zbiornikach i oczyszczalniach ścieków.